# Пума
Пума (лат. Puma concolor) понекад називан планински лав, катамаунт, кугуар или пантер, велика је мачка из породице малих мачака, пореклом из Америка. Настањује Северну, Средњу и Јужну Америку, што га чини најшире распрострањеним копненим дивљим сисаром у западној хемисфери и једним од најраспрострањенијих у свету. Његов ареал обухвата Јукон, провинције Британску Колумбију и Алберту у Канади, Стеновите планине и области западних Сједињених Америчких Држава. Јужно од тога, распрострањен је преко Мексика до Амазонске прашуме и јужних Анда у Патагонији. То је прилагодљива врста која насељава већину типова станишта у Америци. Предност даје стаништима са густим шибљем и стеновитим подручјима за праћење плена, али живи и у отвореним пределима. Рeч „пума“ долази из кечуа језика. На америчком континенту важи за другу по тежини мачку, одмах након јагуара, а четврта на свету, након леопарда, одмах иза тигра, лава и јагуара, иако заправо припада групи мањих мачака.
Пума је углавном усамљеник. Његов образац активности варира од дневне и катемералне до сумрачне и ноћне у зависности од тога да ли је у заштићеним или незаштићеним подручјима, а очигледно је повезан са присуством других предатора, врста плена, стоке и људи. Заседа као предатор и лови разноврстан плен. Главни плен су му копитари, нарочито јелени, али лови и глодаре. Територијалан је и живи у ниским густинама популације. Појединачни домети зависе од терена, вегетације и изобиља плена. Иако је велика мачка, није увек доминантни апекс предатор у свом ареалу, препуштајући плен другим предаторима. Повучен је и углавном избегава људе. Смртоносни напади на људе су ретки, али су у Северној Америци порасли како су људи све више насељавали станишта кугуара и градили фарме.
Пума је на листи Међународне уније за заштиту природе (IUCN) означен као „најмање забринут“. Интензиван лов након европске колонизације Америка и стални развој људских станишта у ареалу кугуара довели су до смањења популације у већем делу његовог историјског подручја. Посебно је популација источног кугуара углавном локално изумрла у источном делу Северне Америке од почетка XX века, са изузетком изоловане популације флоридског пантера.

## Именовање и етимологија
Реч cougar је позајмљена из португалског çuçuarana, преко француског; а првобитно је изведена из тупијског језика. Тренутни облик у Бразилу је suçuarana. У 17. веку Џорџ Маркгрејв је пуму назвао cuguacu ara. Маркгрејвов приказ је 1648. умножио његов сарадник Виљем Писо. Назив cuguacu ara је затим усвојио Џон Реј 1693. године. Године 1774, Жорж-Луј Леклерк де Буфон, гроф од Буфона, конвертовао је cuguacu ara у cuguar, што је касније измењено у „cougar” на енглеском.
„Пума” је уобичајен назив који се користи у Латинској Америци и већем делу Европе. Израз пума се такође користи у Сједињеним Америчким Државама. Прва употреба пуме на енглеском датира из 1777. године, а уведена је из шпанског, а пре тога из кечуанског језика у 16. веку, где значи „моћна“.
У западним Сједињеним Државама и Канади назива се и „планински лав“, име које се први пут кориштено у писаној форми 1858. године. Други називи укључују „пантер“ и „катамант“. Рани шпански истраживачи Америке назвали су пуму gato montés (што значи „мачка планине”) и león (што значи „лав”).
Пума држи Гинисов рекорд за животињу с највећим бројем имена, са више од 40 само на енглеском.

## Таксономија и еволуција
је било научно име које је Карл Лине 1771. године предложио за мачку са дугим репом из Бразилије. Друга половина назива „concolor“ на латинском значи „уједначене боје“. Вилијам Џардин је стврсто ову врсту је у род Пума 1834. године. Овај род је део Felinae. Пума је у најближем сродству са јагуарундијем и гепардом.

### Подврсте
Након Линеовог првог научног описа пуме, 32 зоолошка узорка пуме су описана и предложена као подврсте до касних 1980-их. Генетска анализа митохондријске ДНК пума указује на то да су многе од њих превише сличне да би биле препознате као различите на молекуларном нивоу, и да постоји само шест филогеографских група. Одређени пантери из Флориде показали су мале варијације микросателита, вероватно због парење животиња у блиском сродству. Након овог истраживања, аутори Светских врста сисара су препознали следећих шест подврста 2005. године:
- (Лине, 1771) укључује синониме bangsi, incarum, osgoodi, soasoaranna, sussuarana, soderstromii, suçuaçuara, and wavula
- (Молина, 1782) укључује синониме araucanus, concolor, patagonica, pearsoni, и пума (Trouessart, 1904)
- (Кер, 1792) укључује , и
- (Меријам, 1901)
- (Нелсон и Голдман, 1931) укључује acrocodia, borbensis, capricornensis, concolor, greeni, и нигра
- (Покок, 1940) укључује hudsonii и пума по предлогу Марселија из 1922.

Године 2006, флоридски пантер се још увек сматрао засебном подврстом P. c. coryi у истраживачким радовима.
Према подацима из 2017. године, радна група за класификацију мачака Специјалистичке групе за мачке признаје само две подврсте као валидне:
- у Јужној Америци, вероватно искључујући регион северозападно од Анда
- у Северној и Централној Америци и вероватно северозападној Јужној Америци

### Еволуција
Верује се да је породица Felidae потекла из Азије пре око 11 милиона година. Таксономска истраживања фелида су и даље делимична, а већину онога што знамо о њиховој еволуционој историји заснива се на анализи митохондријалне ДНК. Према најновијој геномској студији Фелиде, заједнички предак данашњих родова Leopardus, Lynx, Puma, Prionailurus, и Felis мигрирао је преко Беринговог копненог моста у Америку пре 8,0 до 8,5 милиона година. Потом су се родови разишли тим редоследом. Северноамеричке фелиде су затим прешле Јужну Америку пре 2–4 милиона година, након формирања Панамске превлаке.
Неке студије сугеришу да се лоза гепарда одвојила од лозе Пума у Америци и мигрирала назад у Азију и Африку, док друга истраживања сугеришу да су се гепарди разишли у самом Старом свету. Висок ниво генетске сличности је пронађен међу северноамеричким популацијама пума, што сугерише да су сви они прилично скорашњи потомци мале групе предака. Кулвер и др. предлажу да је оригинална северноамеричка популација пуме истребљена током плеистоценског изумирања пре неких 10.000 година, када су нестали и други велики сисари, као што је Smilodon. Северну Америку су тада поново населиле јужноамеричке пуме.

Фосил идентификован као пума ископан је у аргентинској провинцији Катамарка и датиран је од 17.002 до 16.573 године. Садржао је јаја паразитског црва Toxascaris leonina. Овај налаз указује да су пума и паразит постојали у Јужној Америци најмање од периода касног плеистоцена. Најстарији фосилни остатак пуме (Puma concolor) у Јужној Америци (Аргентина) је фрагмент лобање из касног калабријског (енсенадског) доба.
Глава пуме је округла, а уши су испупчене. Моћне предње ноге, врат и вилица служе за хватање и држање великог плена. Има четири канџе које може да увлачи, на задњим шапама и по пет на предњим шапама, од којих је једна испупчена, попут палца код човека. Већа предња стопала и канџе су се формирале кроз еволуцију као адаптације за хватање плена.
Пуме су витки и окретни припадници породице мачака. Оне су четврта највећа врста мачака широм света; одрасле јединке су високе од 60 до 90 центиметара до рамена. Одрасли мужјаци су високи око 2.4 метра од носа до врха репа, а женке у просеку 2.05 метра, са укупним распоном између 1.5 до 2.75 метра од носа до репа. Од ове дужине, реп обично износи 63 до 95 центиметара. Мужјаци обично имају 53 до 72 килограма. Женке обично теже између 34 до 48 килограма. Величина пуме је најмања у пределима близу екватора а већа према половима. Највећа забележена пума, устрељена 1901. године, имала је 105.2 kg; тврдње да су постојале јединке од 125.2 килограма и 118 килограма су врло вероватно преувеличане. Одрасли мужјак пуме у Северној Америци у просеку има 62 kg, док је просечна женка у истом региону у просеку око 42 kg. У просеку, одрасли мужјаци пуме у Британској Колумбији теже 56.7 kg и одрасле женке 45.4 kg, премда је неколико мужјака у Британској Колумбији тежило између 86.4 и 95.5 kg.
У зависности од локалитета, пуме могу бити мање или веће од јагуара, али су мање мишићаве и не тако снажно грађене те је у просеку њихова тежина мања. Док величина пуме има тенденцију да расте онолико колико се повећава удаљеност од екватора, јагуари су генерално мањи северно од реке Амазон у Јужној Америци и већи јужно од Амазона. На пример, док су јужноамерички јагуари релативно велики и могу да премаше тежину од 90 килограма, северноамерички јагуари у мексичком резервату природе Chamela-Cuixmala теже око 50 килограма, отприлике исто као и женке пуме.
Боја пуме је једноставна (стога латинска concolor [„једна боја“] у научном називу), али може значајно да варира међу јединкама, па чак и између браће и сестара. Длака је типично смеђа, али се креће од сребрносиве до црвенкасте са светлијим мрљама на доњем делу тела, укључујући вилице, браду и врат. Одојчад има мрље и рађа се са плавим очима и прстеновима на репу; младунци су бледи, а тамне мрље остају на њиховим боковима. Бела јединка уочена је у Националном парку Serra dos Órgãos у Рио де Жанеиру 2013. године када је снимљена камером, што указује да чисто беле јединке постоје унутар врсте, иако су изузетно ретке.
Пума има велике шапе и пропорционално највеће задње ноге код мачака, омогућавајући одличан скок у вис и снажне кратке спринтове. Може да скочи са земље и до 5.5 метара високо на дрво.

## Распрострањеност и станиште
Пума има најшири распон хабитуса од свих дивљих копнених животиња у Америци. Простор на коме пуме живи се протеже на 110 степени географске ширине од Јукона у Канади до јужних Анда у Чилеу. Врста је истребљена из источне Северне Америке, осим са Флориде, али је могуће да поново насељавају свој ранији распон и изоловане популације су уочене источно од савремених подручја у којима су настањени, у средњем западу САД и Канади.
Пума живи у свим врстама шума, низијским и планинским пустињама и на отвореним подручјима са мало вегетације, до надморске висине од 5800 метара. На планинама Санта Ана врста преферира стрме кањоне, стрмине, ободне стене и густе грмове. У Мексику је забележен у Сијера де Сан Карлосу. На полуострву Јукатан насељава секундарне и полулистопадне шуме у еколошком резервату Ел Еден. У Ел Салвадору је снимљена у нижој планинској шуми у Националном парку Монтекристо и у речном басену у региону Моразан изнад 700m у 2019. У Колумбији је врста примећена у плантажи палминог уља у близини приобалне шуме у басену Љанос и близу воде у долини реке Магдалене. У пејзажу централне Аргентине који су људи у многоме променили, пуме насељавају грмље са обилном покривачем вегетације и врстама плена.

## Понашање и екологија
Пуме су важна, кључна врста, у екосистемима западне хемисфере, повезујући бројне врсте у ланцу исхране. У свеобухватном прегледу литературе, више од 160 студија о екологији пуме, показало се да еколошке интеракције са 485 других врста у екосистемима насељеним пумама укључују различите области интеракције, почевши од употребе других врста као извора хране и плена, ефеката страха на потенцијални плен, ефекти од остатака леша које пума остави за собом до конкурентских ефеката на друге врсте предатора у заједничком станишту. Најчешћа тема истраживања у литератури која се овде користи била је исхрана пуме и регулација њеног плена.

### Лов и исхрана
Пума је изразито месождер. Преферира велике сисаре као што су мазга, белорепан, лос, планинска коза и великорога овца. Опортунистички лови мањи плен као што су глодари, лагоморфи, мањи месождери, птице, па чак и домаће животиње, укључујући кућне љубимце. Средња тежина плена пуме расте са његовом телесном тежином и нижа је у областима ближе екватору. Истраживање спроведено у Северној Америци показало је да су 68% плена били копитари, посебно јелени. Само је флоридски пантер показао варијације, често преферирајући дивље свиње и армадиле. Познато је да пуме хватају уведену популацију орикс антилопа у Новом Мексику. Већина уловљених антилопа била су новорођенчад, мада је познато да је међу уловљенима било и одраслих јединки. На другим местима у југозападним Сједињеним Америчким Државама, забележено је да лове и дивље коње у Великом басену, као и дивље магарце у пустињама Сонора и Мохаве.
Истраживања у Националном парку Јелоустон су показала да су лос и јелен били главни плен пуме; којие деле са вуковима из парка, са којима се пума надмеће за плен и ресурсе. Студија о зими лова од новембра до априла у Алберти показала је да копитари чине више од 99% исхране пуме. Уочено је урођено препознавање појединачног плена, јер су неке пуме ретко убијале овце, док су се друге у великој мери ослањале на врсту.
У подручју пуме у Централној и Јужној Америци, број јелена у исхрани опада. Пожељни су мали и средњи сисари, укључујући велике глодаре као што је капибара. У једном истраживању копитари су чинили само 35% плена, што је отприлике половина у Северној Америци. Конкуренција са већим јагуаром у Јужној Америци је могући разлог за лов на ситнији плен. У Централној или Северној Америци, пума и јагуар деле исти плен, у зависности од његовог обиља. Остале наведене врсте плена пуме укључују мишеве, бодљикаве прасиће, америчке даброве, ракуне, зечеве, гванаке, пекарије, викуње, нанде и дивље ћурке. Птице и мали гмизавци су понекад плен на југу, што је ретко у Северној Америци. Магеланови пингвини (Spheniscus magellanicus) чине већину плена у исхрани пуме у националним парковима Боскуес Петрификадос де Харамиљо у Патагонији и Националном парку Монте Леон.
Иако је способна за спринт, пума је предатор који лови из заседе. Она уходи плен из жбуња и са дрвећа, преко гребења и осталих места, пре него што изврши снажан скок на леђа свом плену и уједом за врат га убија. Пума својим јаким угризом може да поломи врат мањем плену, обарајући га на земљу у замаху. Улови се своде на једног крупног копитара једном у две недеље. Временски распон за лов се сужава за женке које одгајају младунце и може да буде једном у три дана када су младунци скоро сазрели, старости око 15 месеци. Пума свој плен скрива на одабраном месту жбуњем и грањем и враћа се да конзумира плен у периоду од неколико дана. Пума обично није скупљач, међутим примећено је да су пуме у Калифорнији купиле остатке јелена, који су за потребе истраживања били остављени на видном месту.

### Интеракције са другим грабљивицама
Осим људи, ниједна врста не прети зрелим пумама у дивљини, иако долази до сукоба са другим грабљивицама или скупљачима. Од великих предатора у Националном парку Јелоустон – гризлија и црног медведа, сивог вука и пуме – чини се да доминира масивни гризли, који је често (иако не увек) у стању да отера чопор сивог вука, црног медведа или пуму од њиховог плена. Једно истраживање је показало да су гризли и амерички црни медведи дошли до 24% улова пуме у националним парковима Јелоустон и Глешер, узурпирајући 10% лешина ловине. Медведи су добјали и до 113%, а пуме су изгубиле до 26% дневних потреба за калоријама у овим сусретиа. У Колораду и Калифорнији, откривено је да црни медведи посећују 48% и 77% улова. Уопштено говорећи, пуме су подређене црним медведима када је реч о убијању, а када су медведи најактивнији, мачке чешће узимају плен и проводе мање времена хранећи се сваким уловом. За разлику од неколико подређених предатора из других екосистема, изгледа да пуме не користе просторна или временска уточишта да би избегле конкуренцију.
Сиви вук и пума се директније такмиче за плен, углавном зими. Чопор вукова може украсти пумин улов, а постоје и неки забележени случајеви да су вукови убијали пуме. Један извештај описује велики чопор од седам до 11 вукова који су убили женку пуме и њене младунце, док је у оближњој Сан Вали, у држави Ајдахо, пронађен мртав двогодишњи мужјак пуме, који је очигледно убијен од чопора вукова. Супротно томе, у сукобима један на један обично доминира пума, а постоје различити извештаји у којима су вукови убијени из заседе, укључујући и одрасле мужјаке. Вукови шире утичу на динамику популације пуме и распрострањеност тако што доминирају територијом и могућностима за плен и ремете понашање ових мачака. Прелиминарно истраживање у Јелоустону је на пример показало расељавање пуме због активности вукова. Један истраживач из Орегона је приметио: „Када је около чопор, пумама није пријатно у близини њиховог улова или да ту узгајају мачиће [...] Велика пума ће много убити вука али феномен чопора мења ситуацију.“ Обе врсте су способне да убију грабљивце средње величине, као што су рисови, канадски рисови, ждеравци и којоти, али и имају тенденцију да потисну њихов број.
Пума и јагуар се преклапају у стаништима у јужном делу подручја који настањују. Јагуар тежи да узме већи плен тамо где се распони преклапају, смањујући вероватноћу директне конкуренције између две мачке. Пуме се чине бољим од јагуара у експлоатацији мањег плена.

### Друштвени простор и интеракције
Пума је углавном усамљена животиња. Само мајке и мачићи живе у групама, а одрасле јединке се ретко састају. Иако су углавном усамљеници, пуме ће реципрочно делити плен и чини се да се организују у мале заједнице дефинисане територијама доминантних мужјака. Мачке у овим областима чешће се социјализују једна са другом него са странцима.
У близини ранча за стоку у северном Мексику, пуме су показивале ноћну активност која се пре свега преклапала са активношћу телади. У резервату природе у централном Мексику, активност пума је била вечерња и ноћна, преклапајући се у великој мери са активношћу деветопојасног оклопника (Dasypus novemcinctus). Пуме у планинском резервату природе Абра-Танчипа на југоистоку Мексика показивале су образац понашања где су биле активне и дању и ноћу. Подаци од 12 година снимања камером на пацифичкој падини и Таламанка Кордиљери у Костарики показали су да су пуме катемералне (активне и током дана и током ноћи). И пуме и јагуари у басену Кокскомб у Белизеу били су активни ноћу, али су избегавали једни друге. У заштићеној шуми у централним Андима Колумбије, пуме су биле активне од касног поподнева до мало пре изласка сунца, а понекад и током поднева и раног поподнева. У заштићеним областима пејзажа Мадиди – Тамбопата у Боливији и Перуу, пуме су биле активне током целог дана, али са тенденцијом ноћне активности која се преклапала са активношћу главних врста плена. Током осмогодишње студије у модификованом пејзажу на југоистоку Бразила, мужјаци пуме су углавном били активни ноћу, али су женке биле активне и ноћу и дању. Пуме су биле активне дању у бразилском Пантаналу, али су крепкуларне и ноћне у заштићеним подручјима у Сераду, Катинга и екотоним биомима. Пуме у Атлантској шуми биле су активне током целог дана, али су показале највећу активности током раних јутарњих сати у заштићеним подручјима и дневне и ноћне активности у мање заштићеним подручјима. У централној Аргентини, пуме су биле активне дању и ноћу у заштићеним подручјима, али су биле активне одмах након заласка сунца и пре изласка сунца изван заштићених подручја. Пуме су испољиле најчешћу ноћну активност у областима богатим сточарством у јужној Аргентини.
Величине станишта и укупна заступљеност пуме зависе од терена, вегетације и обиља плена. Истраживања сугеришу доњу границу од 25 km2 (9,7 sq mi) и горњу граница од 1.300 km2 (500 sq mi) станишта за мужјаке. Велико станиште мужјака креће се од 150 to 1.000 km2 (58 to 386 sq mi) а женке живе на простору упола те величине. Једна женка у близини планине Сан Андрес пронађена је са великим распоном од 215 km2 (83 sq mi), што је неопходно због мањкавости плена. Истраживања су показала распрострањеност пуме од 0,5 животиња до чак седам на 100 km2 (39 sq mi).
Станишта мужјака укључују или се преклапају са женкама, бар тамо где су проучавани, али не и са онима других мужјака. Станишта женки се благо преклапају. Када се мужјаци сусретну, они вокализују и могу се упустити у насилни сукоб ако ни један не одступи.
Пуме комуницирају различитим начиномн вокализације. Агресивни звуци укључују режање, пљување, и сиктање. Током сезоне парења, женке завијају како би привукле мужјаке, а они одговарају сличним вокалом. Мајке и потомци одржавају контакт уз звиждукање и мјаукање.

### Репродукција и животни циклус
Женке достижу полну зрелост у доби од 18 месеци до три године и у терању су око осам дана циклуса од 23 дана; период трудноће је отприлике 91 дан. И одрасли мужјаци и женке могу се парити са више партнера, а легло женке може имати вишеструко очинство. Копулација је кратка, али честа. Хронични стрес може довести до ниске стопе репродукције у заточеништву, као и у природним стаништима.
Трудноћа траје 82-103 дана. Само женке су укључене у одгој младунчади. Величина легла је између једног и шест младунаца, обично два. Пећине и друге нише које нуде заштиту користе се као јазбине. Младунци рођени слепи у почетку потпуно зависе од мајке и почињу да се одвајају око три месеца старости. Како расту, излазе у походе са својом мајком, прво посећују места где је улов, а после шест месеци почињу сами да лове ситан плен. Стопа преживљавања мачића је нешто виша од једног по леглу.
Младунци остају са мајкама једну до две године. Када женка поново достигне еструс, њено потомство мора да се одсели или ће их мужјак убити. Једна студија је показала високу стопу смртности међу пумама које путују најдаље од свог домета, често због сукоба са другим пумама. У области проучавања у Новом Мексику, мужјаци су се распршили даље од женки, прешли велика пространства која нису пумино станиште и вероватно су били најодговорнији за ширење гена између станишта.
Очекивани животни век пума у дивљини је 8 до 13 година и вероватно је у просеку 8 до 10 година; пријављено је да су ловци на острву Ванкувер убили женку стару најмање 18 година. Пуме могу да живе и до 20 година у заточеништву. Узроци смрти у дивљини укључују инвалидитет, болести, сукобе са другим пумама, глад, несреће и, где је дозвољено, лов.

### Конзервација
Пума је наведена као најмање забринута на Црвеној листи ИУЦН- а од 2008. Међутим, такође је наведен у оквиру ЦИТЕС конвенције Апендиксу II. Лов на пуме је забрањен у Калифорнији, Костарики, Хондурасу, Никарагви, Гватемали, Панами, Венецуели, Колумбији, Француској Гвајани, Суринаму, Боливији, Бразилу, Чилеу, Парагвају, Уругвају и већем делу Аргентине. Лов је регулисан у Канади, Мексику, Перуу и Сједињеним Америчким Државама. Успостављање коридора за дивље животиње и заштита довољних подручја распона су од кључне важности за одрживост популације пуме. Симулације истраживања показале су да се суочава са малим ризиком од изумирања у областима већим од 2.200 km2 (850 sq mi). Између једне и четири нове јединке које улазе у популацију по деценији значајно повећавају постојаност, наглашавајући на тај начин важност коридора станишта.
Популација флоридуске пуме добија заштиту према Закону о угроженим врстама. Тексашки пројекат очувања планинског лава покренут је 2009. године и има за циљ подизање свести локалног становништва о статусу и еколошкој улози пуме и ублажавање сукоба између земљопоседника и пума.
Пума је угрожена губитком станишта, фрагментацијом станишта и исцрпљивањем базе плена услед криволова. Лов је легалан у западу Сједињених Америчких Држава. На Флориди густ саобраћај узрокује честе несреће и смрти пума. Аутопутеви су главна препрека ширењу пума. Популације пуме у Калифорнији постају фрагментиране са повећањем људске популације и растом инфраструктуре у држави.
Сукоб човека и дивљег света у близини 5 km2 (1,9 sq mi) станишта пуме је изражен у областима са средњом људском густином од 3.248/km2 (8.410/sq mi) и средња густина популације стоке од 53/km2 (140/sq mi). Конфликт је генерално мањи у областима веће од 161 km (100 mi) удаљености од путева и 278 km (173 mi) удаљености од насеља.

### Односи са људима

#### Напади на људе у Северној Америци
Због све већег ширења људске популације, ареал пума се све више преклапају са подручјима насељеним људима. Напади на људе су веома ретки, пошто је препознавање плена пуме урођено понашање и они генерално не препознају људе као плен. У десетогодишњој студији у Новом Мексику о дивљим пумама које нису биле навикнуте на људе, животиње нису испољиле претеће понашање према истраживачима који су им се приближили (средња удаљеност = 18,5 м; 61 стопа) осим у 6% случајева;14⁄16 од тога биле су женке са младунцима. Напади на људе, стоку и кућне љубимце могу се десити када се пума навикне на људе или је у стању тешке глади. Напади су најчешћи током касног пролећа и лета када младе пуме напуштају мајке и траже нову територију.
Између 1890. и 1990. године у Северној Америци је било 53 пријављена, потврђена напада на људе, што је резултирало са 48 повреда без смртног исхода и 10 смрти људи (укупно је више од 53 јер су неки напади имали више од једне жртве). До 2004. број се попео на 88 напада и 20 смртних случајева.
Унутар Северне Америке, распрострањеност напада није уједначена. У густо насељеној држави Калифорнији било је десетак напада од 1986. до 2004. (после само три од 1890. до 1985.), укључујући три са смртним исходом. У марту 2024, два брата у Калифорнији напао је мужјак пуме, а један је смртно рањен; то је био први фатални напад у историји савезне државе у последњих 20 година. У држава Вашингтон дошло је до фаталног напада 2018. године, првог од 1924. Слабо насељен Нови Мексико пријавио је напад 2008. године, први тамо од 1974.
Као и код многих предатора, пума може напасти ако је сатерана у ћошак, ако човек који бежи стимулише њихов инстинкт за јурњавом, или ако се особа „прави мртва”. Мирно стајање може довести до тога да пума сматра особу лаким пленом. Преувеличавање претње животињи кроз интензиван контакт очима, гласно викање и било коју другу радњу да би изгледала већа и претећа, може натерати животињу да се повуче. Узвраћање штаповима и камењем, или чак голим рукама, често је ефикасно у убеђивању пуме спремне за напад да одустане.
Када пуме нападну, обично користе свој карактеристичан угриз за врат, покушавајући да позиционирају своје зубе између пршљенова и кичмене мождине. Повреде врата, главе и кичме су честе и понекад фаталне. Деца су у највећем ризику од напада и најмања је вероватноћа да ће преживети напад пуме. Детаљно истраживање напада пре 1991. године показало је да су 64% свих жртава – и скоро сви погинули – деца. Иста студија је показала да се највећи проценат напада догодио у Британској Колумбији, посебно на острву Ванкувер, где је популација пума веома густа. Пре напада на људе, пуме показују аберантно понашање, као што је активност током дана, недостатак страха од људи и ухођење људи. Понекад је било инцидената да пуме - кућни љубимци нападну људе.
Истраживање на новим огрлицама за дивље животиње може смањити сукобе између људи и животиња предвиђањем када и где предатои лове. Ово може спасити животе људи, кућних љубимаца и стоке, као и животе ових великих сисара (предатора) који су важни за равнотежу екосистема.

#### Напади на људе у Јужној Америци
Познато је да пуме на југу Јужне Америке изузетно нерадо нападају људе; по легенди су пуме бранили људе од јагуара. Природњаци из деветнаестог века Феликс де Азара и Вилијам Хенри Хадсон сматрали су да се напади на људе, чак и на децу или одрасле особе које спавају, нису дешавали. Хадсон је, позивајући се на анегдотске доказе ловаца, тврдио да су пуме позитивно спречене да нападају људе, чак и у самоодбрани. Напади на људе, иако изузетно ретки, су се дешавали.
Рани, потврђени, нефатални случај догодио се у близини језера Виедма, у Патагонији, 1877. године када је женка напала аргентинског научника Франциска П. Морена; Морено је касније показао ожиљке Теодору Рузвелту. У овом случају, међутим, Морено је око врата и главе носио пончо од коже гванака као заштиту од хладноће; у Патагонији је гванако главни плен пуме. Још један потврђени случај догодио се 1997. у Националном парку Игуацу на североистоку Аргентине, када је двадесетомесечног сина ренџера убила женка пуме. Форензичком анализом пронађени су узорци длаке и влакана одеће детета у стомаку животиње. Коати је главни плен пуме у овој области. Упркос знаковима забране, туристи у парку ручно хране котије, што узрокује неприродно приближавање пума и људи. Ова пума је одгајана у заточеништву и пуштена у дивљину. Тринаестог марта 2012. године, Ерика Круз, 23-годишња пастирица, пронађена је мртва у планинској области у провинцији Салта, на северозападу Аргентине. Резови канџама, који су пресекли вену, указивали су на то да је нападач био мачка; диференцијална анализа је искључила друге могуће починиоце. На жртви, која је чувала козе, није било трагова угриза. Током 2019. у провинцији Кордоба, Аргентина, пума је тешко повредила старијег човека након што је покушао да одбрани свог пса од ње, док је у суседном Чилеу 28-годишња жена нападнута и убијена у Коралу, у региону Лос Риос, октобра 2020.
Фатални напади других месождера, као што су дивљи пси, могу се погрешно приписати пумама, уколико нема одговарајућег форензичког истраживања.

### Напади на домаће животиње
Током раних година сточарства, пуме су се сматрале изједначеним са вуковима по штети коју чини. деструктивности. Пума угриз примењује на потиљак, главу или грло, а мачка наноси трагове убода својим канџама које се обично виде са стране и са доње стране плена, а понекад и секу плен док га држе. Којоти такође обично гризу за гркљан, али напад пуме је генерално чист, док угризи које наносе којоти и пси остављају неравне ивице. Величина трагова убода зуба такође помаже у разликовању убистава које су направиле пуме од оних које су направиле мање грабљивице.
Чини се да је лов који је имао за циљ да спречи ширење пуме је изазвао контраефекат, где су напади на стоку и сукоби између пуме и човека постали учесталији .У студији из 2013., најважнија назнака проблема са пумама био је поправни лов на пуме претходне године. Свака додатна пума у пејзажу повећала је притужбе на грабеж и људе и пуме за 5%, али свака убијена животиња током претходне године повећала је притужбе за 50%. Ефекат је имао однос доза-одговор са веома тешким (100% уклањање одраслих пума) поправним ловом, што је довело до 150-340% повећања стоке и сукоба међу људима. Овај ефекат се приписује уклањању старијих пума које су научиле да избегавају људе и њиховој замени млађим мужјацима који другачије реагују на људе. Поправни лов омогућава млађим мужјацима да уђу на некадашње територије старијих животиња. Напади пума на псе су широко распрострањени али нефреквентни.

### У митологији
Грациозност и моћ пуме су биле широко цењене у културама домородачких народа Америке. Извештава се да је град Инка Куско осмишљен у облику пуме, а животиња је такође дала име и регијама Инка и људима. Народ Моче је често представљао пуму у својој керамици. Бог неба и грома Инка, Виракоча, повезан је са животињом.
У Северној Америци, описи пуме у митовима појавили су се у причама о језику хочак из Висконсина и Илиноиса и Чејена, између осталих. За Апаче и Валапаје са југозапада Сједињених Америчких Држава, јаук пуме је био предзнак смрти. Алгонквини и Оџибве верују да је пума живела у подземном свету и да је била зла, док је била света животиња међу Чирокијима.